# Jacobus Leisten

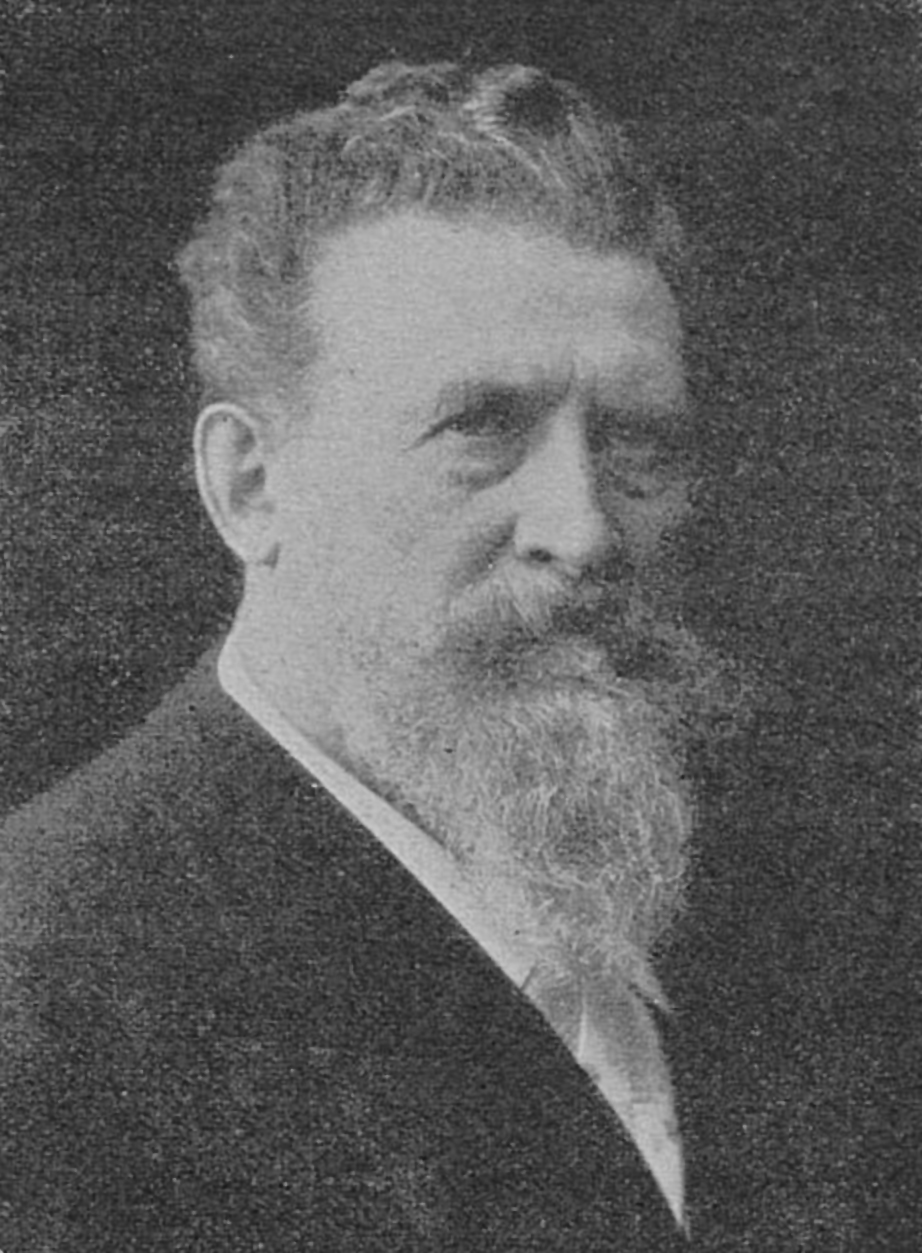
Jacobus Leisten zu seinem 70. Geburtstag (1914)

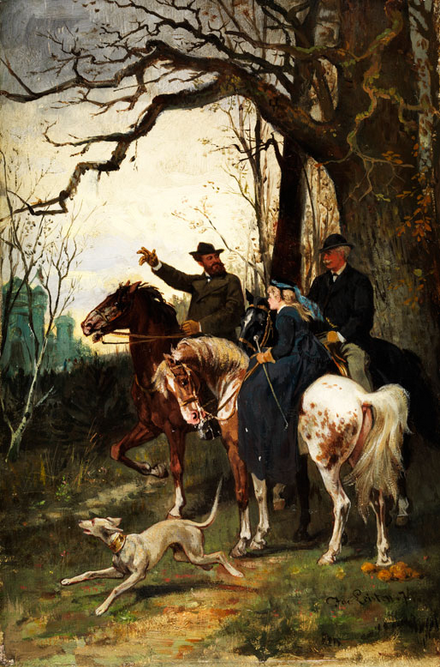
Am Waldessaum (1874)

Jacobus Leisten, auch Jacob Leisten (* 25. März 1844 in Düsseldorf; † 21. November 1918 ebenda), war ein deutscher Genre- und Historienmaler, Zeichner und Radierer.

## Leben und Werk
Als Sohn des Bildhauers Peter Joseph Leisten (1813–1859) ging Jacobus Leisten zunächst 1862 bis 1863 bei dem Bildhauer Anton Josef Reiss in die Lehre und war unter anderem an der Ausführung des Grabmonument für Friedrich Wilhelm von Schadow († 1862) auf dem Golzheimer Friedhof in Düsseldorf beteiligt. 1864 wechselte er zum Studium der Malerei an die Kunstakademie Düsseldorf. Im selben Jahr nahm er am Dänischen Feldzug teil. An der Akademie waren Rudolf Wiegmann sowie Andreas und Karl Müller seine Lehrer. Zusätzlich bildete er sich bei Wilhelm Sohn. 1868 hielt er sich in Berlin auf. In den Jahren 1869 bis 1873 lebte und arbeitete er in München, wo er von Piloty beeinflusst wurde. Anschließend ließ er sich in Düsseldorf nieder und heiratete hier die Kaufmannstochter Louise Jäger. 1883/84 bereiste er die Vereinigten Staaten. 1895/96 unternahm er eine Studienreise, die ihn über München nach Rom, Florenz und Venedig führte und deren zeichnerische Ausbeute sich in Gemälden niederschlug. In Düsseldorf war Leisten Mitglied des Künstlervereins Malkasten, der Allgemeinen deutschen Kunstgenossenschaft sowie des Vereins zur Veranstaltung von Kunstausstellungen. Er war auch Mitglied der Düsseldorfer Freimaurerloge Zu den drei Verbündeten.
Mit seinen Figurenszenen, die wegen ihrer poetischen Auffassung, einer treffenden Charakteristik, vor allem aber wegen ihrer sorgfältigen Ausführung und der frischen Leuchtkraft ihrer Farbe geschätzt wurden, gehört Leisten zu den Vertretern der populären „erzählenden Malerei“. Ausgestellt wurden u. a. Der Liebesbrief und Ein galanter Bauernbursche, Der Winkeladvokat, Der gestörte Politiker, Werther und Lotte, Zwei Witwen und Der Proselytenmacher und Der Ehekontrakt. In Düsseldorf zeigte er Bayrischer Fingerkampf, Ein Konzert bei Richelieu, Einquartierung im Kloster, Spielende Kinder, Das Duett (Wie wird das enden), trinkender Kriegsveteran mit Schankkellnerin und Kaiser Wilhelm I. zu Pferde. 1891 nahm Leisten mit dem Ölgemälde Wallensteins Werbung um Isabella von Harrach an der Internationalen Kunstausstellung teil. Bereits vor der Italienreise entstanden Szenen aus vornehmen Familienkreisen der Spätrenaissance, etwa Der letzte seines Namens und Onkel Kardinal. Seine Szenen unter anderem aus dem Tiroler Volksleben wurden ebenso wie seine Historien- und Genrebilder häufig in Zeitschriften wie Daheim, der Gartenlaube und Über Land und Meer wiedergegeben. Leisten schuf auch Radierungen, die sich durch eine betonte Realistik auszeichnen, darunter Der Handkuß, Der Toast, Einkehr und Meinungsverschiedenheiten für die Jahreshefte des „Düsseldorfer Radirclub“ (Original-Radierungen Düsseldorfer Künstler). Arbeiten des Künstlers wurden bereits zu seinen Lebzeiten für öffentliche Sammlungen angekauft und schmückten öffentliche Gebäude (Rathäuser in Coburg und Gotha). Im Coburger Schloss befindet sich sein Reiterbildnis des Herzogs Ernst II. Der Künstlerverein Malkasten in Düsseldorf bewahrt sein Bildnis des Malers Carl Friedrich Deiker von 1912.
Laut einem Auktionskatalog Rudolf Bangels aus dem Jahr 1914 führte Jacobus Leisten den Professorentitel, so auch von der Redaktion der Wochenzeitschrift „Rhein und Düssel“ zu seinem siebzigsten Geburtstag. Im Verzeichnis ist unter der Nr. 190 ein Bild mit dem Titel Bei der Toilette aufgelistet.

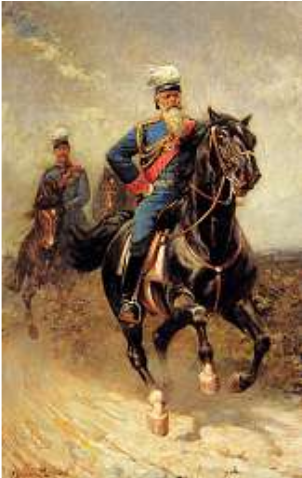
Prinzregent Luitpold (1911)

Einige der Gemälde Leistens gingen wohl im Zweiten Weltkrieg verloren oder wurden zerstört; das Schicksal eines Bildes ist ungewiss: 1911 malte er den Prinzregenten Luitpold auf einem galoppierenden Pferd. Dieses Bild wurde im hauseigenen Kalender der Wittelsbacher noch Jahrzehnte später abgedruckt, scheint aber mittlerweile verschwunden zu sein.

## Archivalien
- Handschriftlicher Lebenslauf: Düsseldorf, Malkasten-Archiv.
- Eduard Daelen: Gedicht zum Gedenken an Jacobus Leisten. Düsseldorf, Malkasten-Archiv.